# Fussa

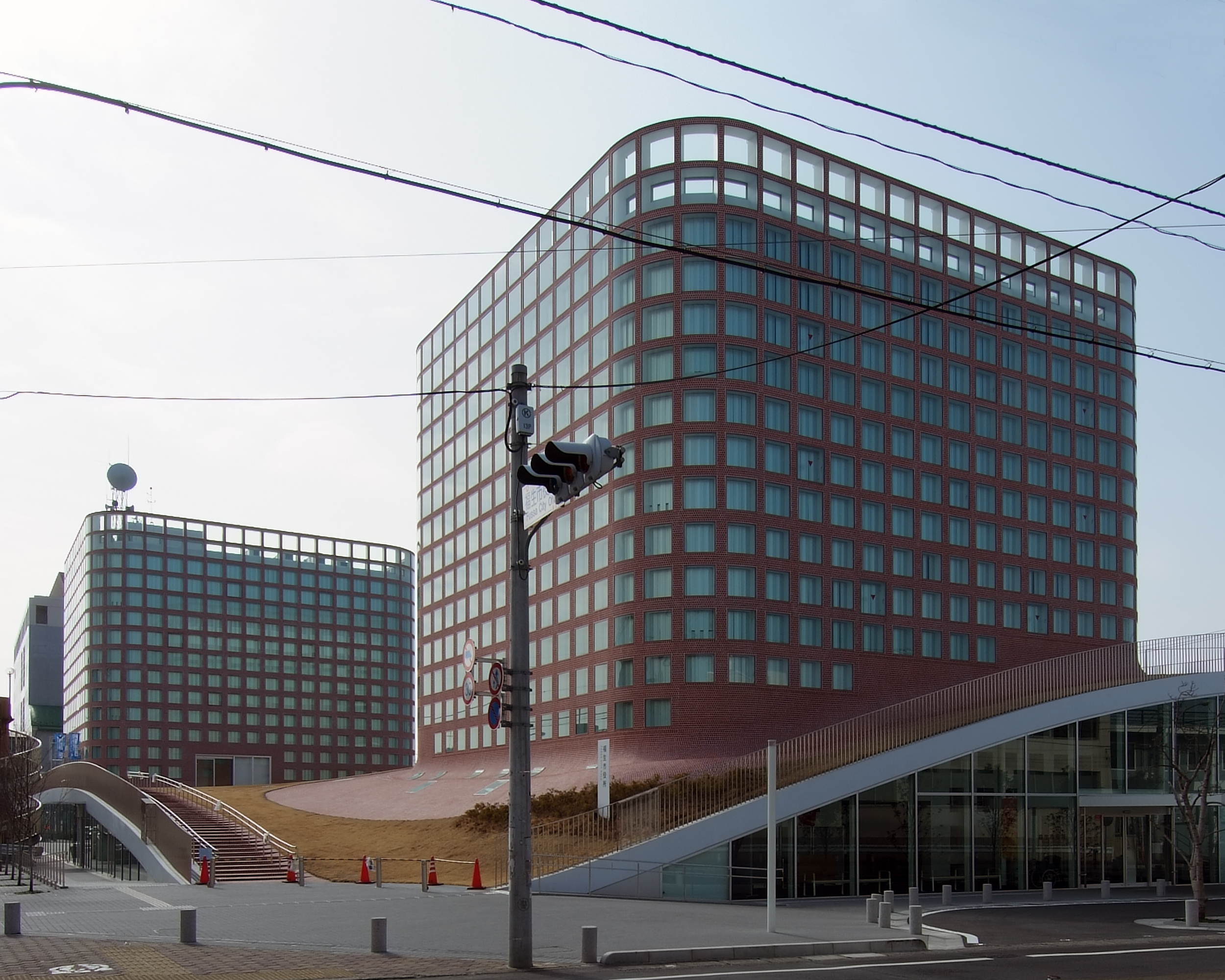
Het stadhuis van Fussa.

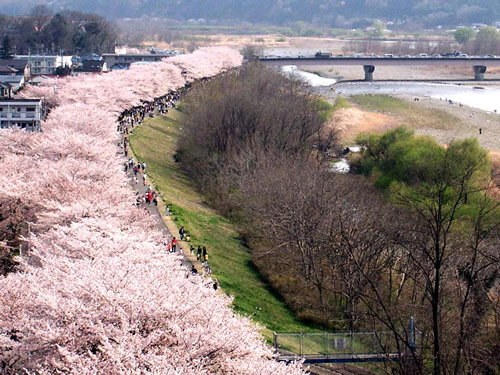
Sakura langs de Tamagawa.

Fussa (Japans: 福生市, Fussa-shi) is een stad (shi) in de Japanse prefectuur Tokio. Op 1 mei 2009 had de stad naar schatting 60.283 inwoners en een bevolkingsdichtheid van 5890 bewoners per km². Het totale gebied beslaat 10,24 km². De luchtmachtbasis Yokota van de Amerikaanse luchtmacht bevindt zich gedeeltelijk op het grondgebied van Fussa.
Op het grondgebied van Fussa bevinden zich 8 ambassades.

## Geografie
De rivier Tamagawa stroomt door de stad van het noordwesten naar het zuidwesten. Fussa grenst in het oosten aan Tachikawa en Musashimurayama. In het westen ligt de stad Akiruno en in het zuiden de steden Akishima en Hachiōji. in het noorden bevinden zich de stad Hamura en de gemeente Mizuho.

## Geschiedenis
- Op 1 april 1889 wordt het dorp Fussa (福生村, Fussa-mura) gesticht.
- Op 10 november 1940 werd het dorp Fussa samengevoegd met het dorp Kumagawa (熊川村,Kumagawa-mura) tot de nieuwe gemeente Fussa (福生町,Fussa-machi)
- Op 1 juli 1970 werd de gemeente Fussa erkend als stad (shi).

## Politiek
Fussa heeft een gemeenteraad die bestaat uit 20 verkozen leden. De burgemeester van Fussa is sinds 20 mei 2008 Ikuo Katō, een onafhankelijke. Hij geniet de steun van de Liberaal-Democratische Partij.
De zetelverdeling van de gemeenteraad is als volgt (tot 30 april 2011) :
| Partij                          | Aantal zetels |
| ------------------------------- | ------------- |
| Onafhankelijke                  | 13            |
| Nieuw-Komeito                   | 4             |
| Democratische Partij            | 1             |
| Communistische Partij van Japan | 1             |
| Seikatsusha Network             | 1             |

## Verkeer

### Weg

#### Autoweg
- Autoweg 16

#### Prefecturale weg
Fussa ligt aan de prefecturale wegen 7,29, 164-166, 220 en 249.

### Trein
- JR East
  - Ōme-lijn, van stations Ushihama of Fussa naar Tachikawa en Okutama
  - Hachikō-lijn, van station Higashi-Fussa naar Hachiōji en naar Misato (Kodama) en Takasaki
  - Itsukaichi-lijn, van station Kumagawa naar Akishima en naar Akiruno
- Japan Freight Railway Company

### Bus
- Nishi Tokyo Bus
- Tachikawabus

## Economie
Zowel op het grondgebied van Fussa als van de aangrenzende steden Iruma and Tachikawa is er een sterke militaire aanwezigheid, met name de luchtmachtbasis Yokota. De economie van het oostelijke deel van de stad is dan ook volledig gericht op deze basis. Het westelijke gedeelte van de stad ligt aan de oevers van de rivier Tamagawa. Hier liggen meerdere parken, recreatiefaciliteiten, twee Japanse sakebrouwerijen en verschillende fietspaden. Vanop elke plaats in de stad kan men in het westen - op heldere dagen - de berg Fuji zien.